# Mercenarie
Mercenarie (Mercenaries) è un film del 2014 diretto da Christopher Ray.

## Trama
Durante una visita per effettuare alcune foto in un Paese filosovietico, la figlia del presidente degli Stati Uniti d'America viene catturata e tenuta prigioniera dal comandante Ulrika, una paranoica criminale che si finanzia attraverso la tratta della prostituzione, il traffico di armi e il sostegno al terrorismo mediorientale. Quando la notizia arriva negli USA, un commando di quattro donne galeotte, ex militari e con esperienza in armi ed esplosivi, viene organizzato per liberare l'ostaggio. Dopo i primi iniziali insuccessi, la missione riuscirà nonostante il tradimento di una delle quattro mercenarie, che per opportunismo decide di schierarsi con Ulrika.

## Distribuzione
Negli Stati Uniti d'America il film è stato distribuito nel mercato direct to video, mentre in Italia è stato trasmesso in prima visione TV il 1º aprile 2015 su Cielo.